# Ismailia (muhafaza)

Lokalizacja muhafazy

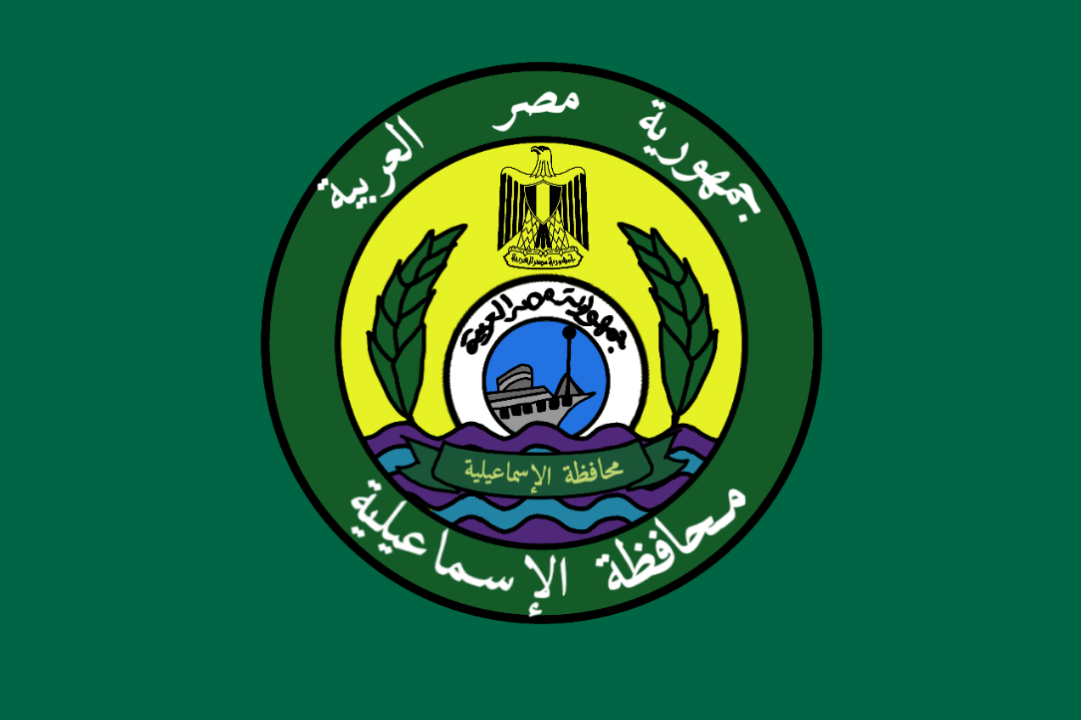
Flaga muhafazy

Ismailia (arab. الإسماعيلية) – prowincja gubernatorska (muhafaza) w Egipcie, w północnej części. Zajmuje powierzchnię 5066,97 km². Przez środek muhafazy przebiega Kanał Sueski. Stolicą administracyjną jest Ismailia.
Według spisu powszechnego w listopadzie 2006 roku populacja muhafazy liczyła 953 006 mieszkańców, natomiast według szacunków 1 stycznia 2015 roku zamieszkiwało ją 1 178 641 osób.